# Chaetobranchus semifasciatus
Chaetobranchus semifasciatus és una espècie de peix de la família dels cíclids i de l'ordre dels perciformes.

## Morfologia
- Els mascles poden assolir 23 cm de longitud total.[3][4]

## Alimentació
Sembla que és herbívor.

## Hàbitat
És una espècie de clima tropical.

## Distribució geogràfica
Es troba a Sud-amèrica: conca del riu Amazones (des de Tabatinga fins a Óbidos, Brasil).

## Observacions
És present al mercat del peix de Manaus (Brasil).